# Dornier Do 19
O Dornier Do 19 foi um protótipo de bombardeiro pesado alemão, que voou pela primeira vez no dia 28 de Outubro de 1936. Apenas um dos três exemplares voou, e esse foi transformado numa aeronave de transporte em 1938. Os outros dois foram transformados em sucata.
A Luftwaffe sentia a falta de ter uma formação de bombardeiros pesados eficientes. O Tenente-general Walther Wever tornou-se muito persistente na matéria, movendo esforços para o desenvolvimento de um bombardeiro pesado alemão. Foi criado assim um concurso denominado Bombardeiro Ural, em que o Do 19 concorreu contra o Junkers Ju 89. Após a morte de Wever num acidente de viação, o seu sucessor, Albert Kesselring, cancelou todos os projectos de bombardeiros pesados, e fez com que a Luftwaffe se concentrasse na busca de bombardeiros tácticos.